# 遂平县
遂平县在中华人民共和国河南省中部偏南，是驻马店市下辖的一个县。縣人民政府駐建設路與文化路交叉口。

## 历史

1975年8月河南“75·8”水库溃坝洪水淹没范围

遂平古时属房地，相传舜封尧子丹朱于房。西周时，封房国、子爵。春秋后期，房地属楚，吴王阖闾弟夫概叛吴奔楚，受封于此，因称吴房。汉朝置吴房县。南北朝时，北魏置遂宁县。隋大业二年（606年），改遂宁县为吴房县。唐宪宗元和十二年（817年）敕改县名为遂平至今。
嵖岈山卫星人民公社是中国第一个人民公社，位于遂平县嵖岈山镇。1958年6月，《人民日报》先后以头版显著位置或号外形式三次报道该公社低产田亩产千斤的新闻，连放三颗“卫星”，自此全国开始了浮夸风的报道，提出了“人有多大胆、地有多大产”一系列口号。
1975年8月，驻马店地区连降特大暴雨，汝河上游板桥水库垮坝，史称“河南‘75·8’水库溃坝”。洪水导致遂平全县共淹死18968人。

## 人口
截至2020年，遂平縣戶籍總人口56萬人。 根據第七次人口普查數據，截至2020年11月1日零時，遂平縣常住人口為441370人。

## 政治

### 行政区划
遂平县下辖5个街道办事处、8个镇、2个乡、1个工业园区、2个风景区：
灈阳街道、车站街道、莲花湖街道、褚堂街道、吴房街道、玉山镇、嵖岈山镇、石寨铺镇、和兴镇、沈寨镇、阳丰镇、常庄镇、花庄镇、槐树乡、文城乡、工业园区、嵖岈山风景区和凤鸣谷风景区。

### 领导层
- 中华人民共和国成立后，遂平属河南省信阳专区，1965年从信阳专区里分出驻马店专区，遂平县改属河南省驻马店专区[2]。2000年，撤销驻马店地区，设立地级驻马店市，遂平县属驻马店市[6]。
- 2022年3月23日上午，遂平县十五届人大常委会召开第三十五次会议经过表决任命李振南同志为遂平县人民政府副县长、代县长；周倜同志为遂平县人民政府副县长；高纳同志为遂平县人民政府副县长[7]。

## 交通
- 107国道过境。

## 重大事件
- 1975年8月河南“75·8”水库溃坝（2005年5月，《探索频道》“The Ultimate 10”节目将此灾难评为“世界十大技术灾难（The Ultimate 10 Technological Disasters）”第一名，超越苏联切尔诺贝利核事故）